# De Lama's (band)
De Lama's was een Belgische rockband.

## Geschiedenis
De groep werd in 1993 opgericht door enkele muzikanten die al langer meedraaiden in de Belgische muziekwereld (Kloot Per W, Karel Theys, Steven De Cort en Peter Slabbynck). De band speelde Metal-rockmuziek met controversiële teksten, hun bekendste nummer is De ideale penis.
Het eerste nummer op hun album bevat een waarschuwing van Tom Lanoye: "Opgepast, deze cd bevat woorden als kut, penis, baarmoeder en Eric Melaerts".
De band viel al na drie jaar uiteen door overwerk de meeste leden hadden nog een fulltime job . Hun nummers spijts de gewaagde teksten werden altijd goed  opgepikt door de radio, het is dankzij het uitzenden van de demo van De Ideale Penis dat de groep pas echt ging rollen, ze haalden met Elke Cm2 zelfs een eerste plaats in de afrekening van Studio Brussel. waar Kloot Per W  en karakterzangeres Lolita Lama (Mies Meulders) samen aan de slag gingen  ging aan als radiopmaker en presentatrice bij Studio Brussel met het Metalprogramma Metalopolis
In 2008 kwam de band kortstondig weer samen, met Cleo Casselman (van Scala) als nieuwe zangeres.

## Bandeleden
- Peter Slabbynck (zang)
- Lolita Lama / Cleo Sutra (karakterzang)
- Kloot Per W (gitaar, sampling)
- Joris Decaesstecker / Karel Theys (basgitaar)
- Steven De Cort (drums)
- Serge Feys (mix, keyboards.)

## Discografie[2]

### Albums
- Blijf binnen, laatste woorden, grootste fan (1993)[bron?]
- Edele Delen (1994)

### Singles
- Hier waken wij (1993)
- De ideale penis (1994)
- De penismixen (1994)
- Elke centimeter (1994)
- Breinstorm (1995)
- Miljoenen kalkoenen (1999)